# Carpias brucei
Carpias brucei is een pissebed uit de familie Janiridae. De wetenschappelijke naam van de soort is voor het eerst geldig gepubliceerd in 1974 door Monod.